# دنبچنو
دنبچنو (به لهستانی:  Dębczyno) یک روستا در لهستان است که در گمینا بیاووگارد واقع شده‌است.